# Stora Gransjön, Västergötland
Stora Gransjön är en sjö i Svenljunga kommun i Västergötland och ingår i Ätrans huvudavrinningsområde.